# 相模原市立旭小学校
相模原市立旭小学校（さがみはらしりつ あさひしょうがっこう）は、神奈川県相模原市緑区橋本六丁目にある公立の小学校である。

## 沿革
- 1873年（明治6年） - 学制頒布により、相原村は大字相原正泉寺に益進学舎を、大字橋本瑞光寺に本然学舎を[1]、小山蓮光寺に養りん学舎を、清兵衛新田には一家屋を建て学舎を開く。
- 1902年（明治35年） - 橋本地区尋常高等相原小学校を創設し、相原小学校を第一分教場、小山小学校を第二分教場とする。
- 1903年（明治36年） - 相原村尋常高等旭小学校と改称。命名理由は同年2月8日に行われた校名を決定する会議が徹夜となり、明けて9日「九」と「日」を組み合われることが提案され、全員の賛成を得たものである[2]。
- 1906年（明治39年）4月15日 - 開校式挙行、この日を開校記念日と定めた。
- 1927年（昭和2年） - 第一号西側6教室2階建校舎を新築する。
- 1936年（昭和11年） - 講堂建設。青年学校を併設。
- 1947年（昭和22年） - 旭中学校を併設。
- 1948年（昭和23年） - 第二分教場が旭第二小学校として独立（現:向陽小学校）。
- 1950年（昭和25年） - 第一分教場が旭第三小学校として独立（現:相原小学校）。
- 1953年（昭和28年）9月 - 50周年。
- 1958年（昭和33年） - 相模原市最初の鉄筋コンクリート2階建4教室建設（3号館）。
- 1960年（昭和35年） - 給食室建設・鉄筋コンクリート2階建2教室建設（3号館）。
- 1963年（昭和38年） - 堀緑助氏の篤志により、鉄筋2階建図書館と理科室を建設し、これを堀記念館と称する（2号館）。
- 1964年（昭和39年）2月 - 60周年。
- 1967年（昭和42年） - 「あじさい級」と「ひばり級」新設。
- 1973年（昭和48年） - 体育館新設。教室3、管理棟増設（1号館）。
- 1974年（昭和49年）
  - 2月 - 70周年。
  - 4月 - 橋本小学校分離。
- 1977年（昭和52年） - 昭和2年建築の第一号西側6教室2階建校舎が焼失する。
- 1979年（昭和54年） - 宮上小学校へ分離。
- 1982年（昭和57年）
  - 時期不明 - 野外教室完成。
  - 9月 - 80周年。
- 1985年（昭和60年） - 4号館2階普通教室（2教室分）を視聴覚室に改修。
- 1987年（昭和62年） - 当麻田小学校新設に伴い学区変更。作業員住宅撤去し学校農園造成。
- 1988年（昭和63年） - 非常災害時飲料貯水槽設置に伴い、小鳥小屋の撤去と改築を行う。
- 1989年（平成元年） - 農園用物置新設。B棟階段落下防止手すり完成。観察池完成。
- 1991年（平成3年）10月 - この月と翌月にわたり、90周年記念事業実施。
- 1992年（平成4年） - A棟改修。石油庫新設、作業後小屋新設。
- 1993年（平成5年） - 浄化槽と雨水糟全面改修。
- 1994年（平成6年） - 給食室改築。
- 1995年（平成7年） - D棟音楽室と図工室が、学校施設活用事業に伴い改修。
- 1996年（平成8年）8月 - A棟校長室、職員室、事務室空調整備。
- 1999年（平成11年） - プレハブ校舎新設（4教室）。
- 2000年（平成12年）6月 - 創立百周年記念事業実行委員会発足。
- 2001年（平成13年）
  - 3月 - 防災備蓄倉庫建設。
  - 11月 - 創立百周年記念式典挙行。
- 2002年（平成14年） - B棟耐震工事実施。
- 2005年（平成17年） - 道路拡幅工事に伴い、プールサイド改修、飼育小屋の撤去と改築。
- 2006年（平成18年） - プール全面塗装。
- 2008年（平成20年）2月 - C棟トイレ大改修。
- 2009年（平成21年）
  - 7月 - この月から翌月にかけて、D棟大改修。
  - 時期不明 - 地デジ対応テレビ設置。
- 2010年（平成22年）8月 - 太陽光パネル、A棟トイレ大改修。
- 2011年（平成23年）
  - 4月 - 創立百十周年記念の航空写真撮影。
  - 11月 - 創立百十周年記念コンサート開催。
- 2012年（平成24年）11月 - 創立百十一周年記念の111スペシャルコンサート開催。
- 2013年（平成25年）
  - 3月 - 非常用発電設備改修工事。
  - 8月 - 受水槽への災害用給水栓取付工事。
- 2014年（平成26年） - 旭児童クラブ第2クラブ開設（放課後あさひルームを利用）。
- 2015年（平成27年）2月 - 給食室用非常用発電機設置工事。
- 2016年（平成28年） - A棟トイレ改装、A・B・C棟普通教室に2台目の扇風機設置。
- 2017年（平成29年） - アスレチック修繕。
- 2018年（平成30年） - 空調設備設置。
- 2019年（令和元年） - ブランコ修繕。
- 2020年（令和2年）- 的あて大改修。
- 2021年（令和3年）- 遊具全面塗装。
- 2022年（令和4年）- 竹馬の制作、的あて、円形砂場の塗装。

この節の出典

## 通学区域
- 相模原市緑区[4]
  - 橋本5丁目（全域）
  - 橋本6丁目（全域）
  - 橋本7丁目（1番～16番）
  - 橋本8丁目（1番～13番・25番～31番）
  - 元橋本町（1番～35番）

## 進学中学校
- 相模原市緑区[5]
  - 相模原市立相原中学校 - 橋本7丁目1番〜16番、橋本8丁目1番〜13番・25番〜31番、元橋本町1番〜35番に在住の児童が進学
  - 相模原市立旭中学校 - 橋本5丁目、橋本6丁目に在住の児童が進学

## 学校周辺
- 学校法人長友学園橋本幼稚園 - 敷地が隣接
- 神奈川県道505号橋本停車場線
- ウエルシア橋本5丁目店
- 橋本本町郵便局
- 社会福祉法人みらい げんきっず第二保育園
- JR東日本・京王電鉄橋本駅

## アクセス
- JR横浜線・相模線、京王相模原線橋本駅北口から徒歩で8分。